# جدجد شجري أرجنتيني
جدجد شجري أرجنتيني (الاسم العلمي: Oecanthus argentinus) هو نوع من الحشرات يتبع جنس الجدجد الشجري من فصيلة الجداجد الحقيقية.